# Praha XV

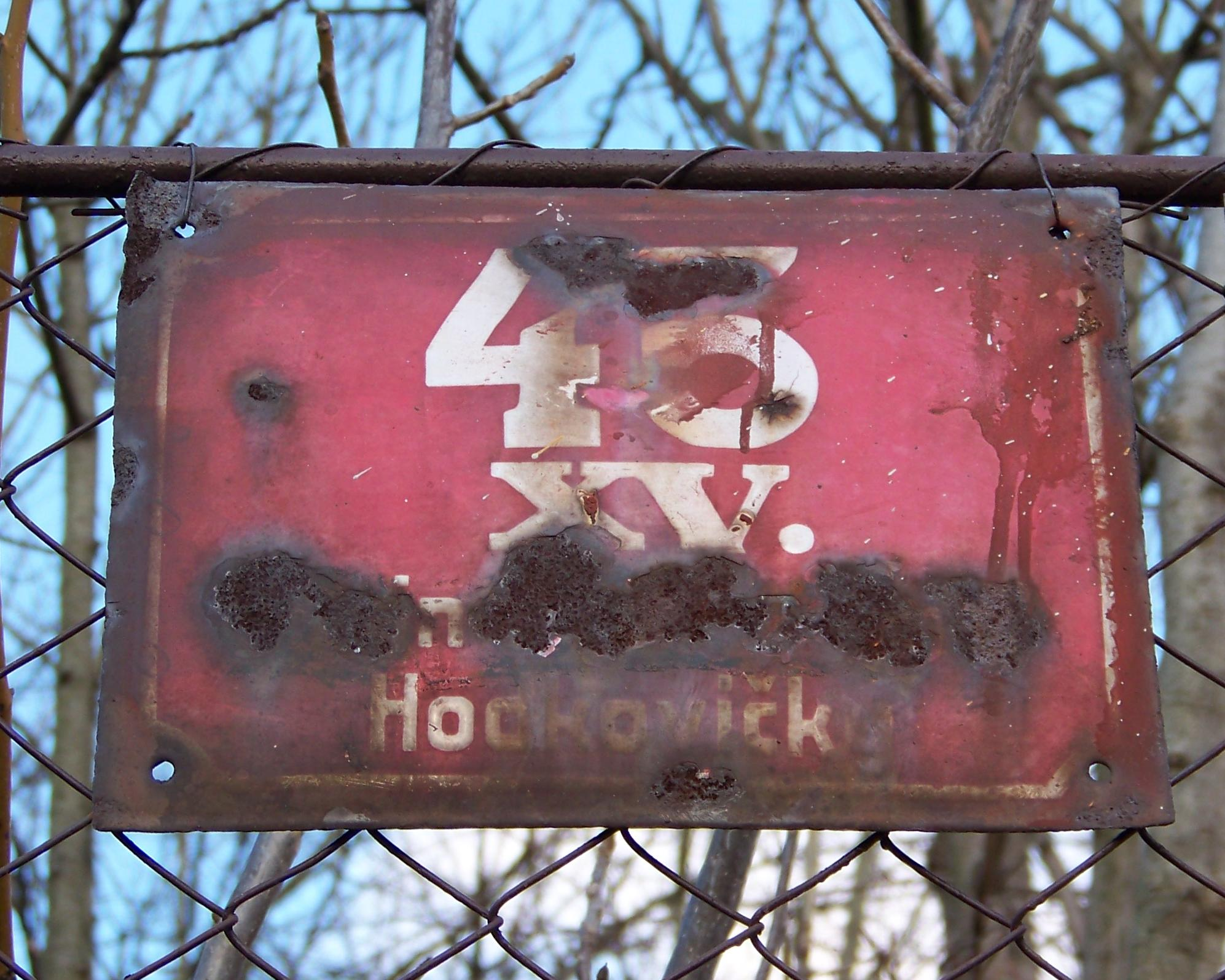
Popisné číslo 45 v Hodkovičkách z období protektorátu s odstraněným německým názvem Klein-Hodkowitz

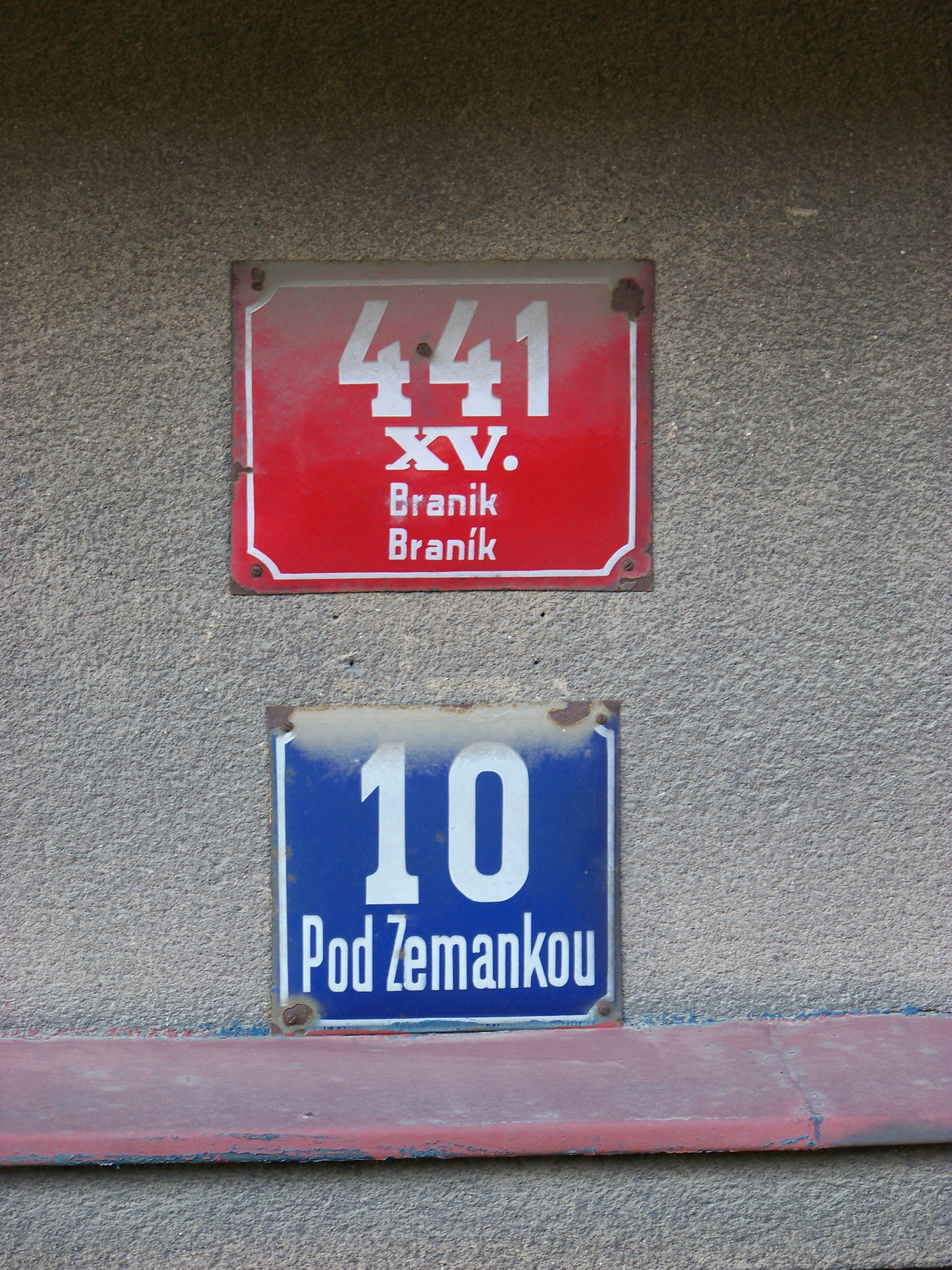
Protektorátní domovní číslo v Braníku v ulici Pod Zemankou

Praha XV bylo v letech 1923–1949 označení městského obvodu Velké Prahy, tvořeného územím bývalých obcí Podolí, Braník  a Hodkovičky (včetně katastrálního území Lhotka), připojených k Praze 1. ledna 1922 na základě zákona č. 114/1920 Sb. z. a n. z dosavadního vinohradského okresu, který zároveň zanikl. Zároveň bylo k Hodkovičkám a tím i k Praze Zátiší, dosavadní část obce Modřany ve zbraslavském okrese. Jako volební obvod byla Praha XV vymezená vládním nařízením č. 7/1923 Sb. s účinností ode dne vyhlášení 17. ledna 1923. Vládní nařízení 187/1947 Sb, účinné od 14. listopadu 1947, ponechalo rozsah obvodu stejný, určilo jej však i obvodem pro státní správu a název obvodu se rozšířil o název sídelní čtvrti obvodu, tedy na Praha XV – Braník. 
Obvod byl zrušen k 1. dubnu 1949, kdy byla Praha vládním nařízením č. 79/1949 Sb. rozčleněna novou správní reformou na 16 městských obvodů číslovaných arabskými číslicemi. Braník, Podolí a část Hodkoviček společně s částí Krče pak utvořily nový obvod Praha 15, zbylá část Hodkoviček byla začleněna do obvodu Praha 14. Od 11. dubna 1960 zákon č. 36/1960 Sb. vymezil v Praze 10 obvodů, přičemž Podolí, Braník i Hodkovičky připadly do obvodu Praha 4. Zákon č. 418/1990 Sb., o hlavním městě Praze, s účinností od 24. listopadu 1990 a poté znovu Statut hlavního města Prahy (vyhláška hl. m. Prahy č. 55/2000 Sb. HMP) s účinností od 1. července 2001 zařadily všechny tyto čtvrti do městské části Praha 4. 